# قرار مجلس الأمن التابع للأمم المتحدة رقم 458
قرار مجلس الأمن التابع للأمم المتحدة رقم 458، المعتمد في 14 كانون الأول (ديسمبر) 1979، أشار إلى تقرير للأمين العام مفاده أنه بسبب الظروف الحالية، سيظل وجود قوة الأمم المتحدة لحفظ السلام في قبرصضروريًا للوصول إلى تسوية سلمية. وأعرب المجلس عن قلقه بشأن الإجراءات التي يمكن أن تزيد من حدة التوترات، وطلب من الأمين العام تقديم تقرير مرة أخرى قبل 31 مايو 1980 لمتابعة تنفيذ القرار.
أعاد المجلس تأكيد قراراته السابقة، بما في ذلك القرار 365 (1974)، الذي أعرب عن قلقه بشأن الوضع، وحث الأطراف المعنية على العمل معًا من أجل السلام ومدد ولاية القوة مرة أخرى، المنصوص عليه في القرار 186 (1964)، حتى 15 يونيو 1980.
اعتمد القرار بأغلبية 14 صوتاً. لم تشارك جمهورية الصين الشعبية في التصويت.